# Tommy Franks
Tommy Ray Franks (ur. 17 czerwca 1945 w Wynnewood w stanie Oklahoma) – generał US Army, dowódca United States Central Command w latach 2000–2003. Dowodził także amerykańską inwazją na Afganistan w 2001 oraz na Irak w 2003. Od 1969 żonaty z Cathryn Carley, z którą ma córkę, Jacy Carley.